# Homorúd
Homorúd là một thị trấn thuộc hạt Baranya, Hungary. Thị trấn này có diện tích 44,73 km², dân số năm 2010 là 611 người, mật độ 14 người/km².